# Hot to Go!
«Hot to Go!» (estilizada en mayúsculas) es una canción de la cantautora estadounidense Chappell Roan, perteneciente a su álbum de estudio debut, The Rise and Fall of a Midwest Princess (2023). Fue lanzada a través de Island Records y Amusement Records el 11 de agosto de 2023, como noveno y último sencillo del álbum. Escrito por Roan y Dan Nigro, «Hot to Go!» es un tema de synth-pop que toma influencias del new wave en su instrumentación e inflexiones vocales. Descrita como una canción de animación queer similar a «Y.M.C.A.» de Village People, se inspira en el sueño infantil de Roan de querer ser animadora.
La canción fue aclamada durante su lanzamiento por su composición musical y su historia, que describe a una mujer que desea mantener relaciones sexuales con otra mujer de su interés. Algunos consideraron que desafiaba las normas de la industria musical. «Hot to Go» cosechó un gran éxito comercial meses después de su lanzamiento, situándose entre los diez primeros puestos de las listas de Irlanda y el Reino Unido, así como entre los 20 primeros de Australia, Canadá, Nueva Zelanda y Estados Unidos.

## Antecedentes

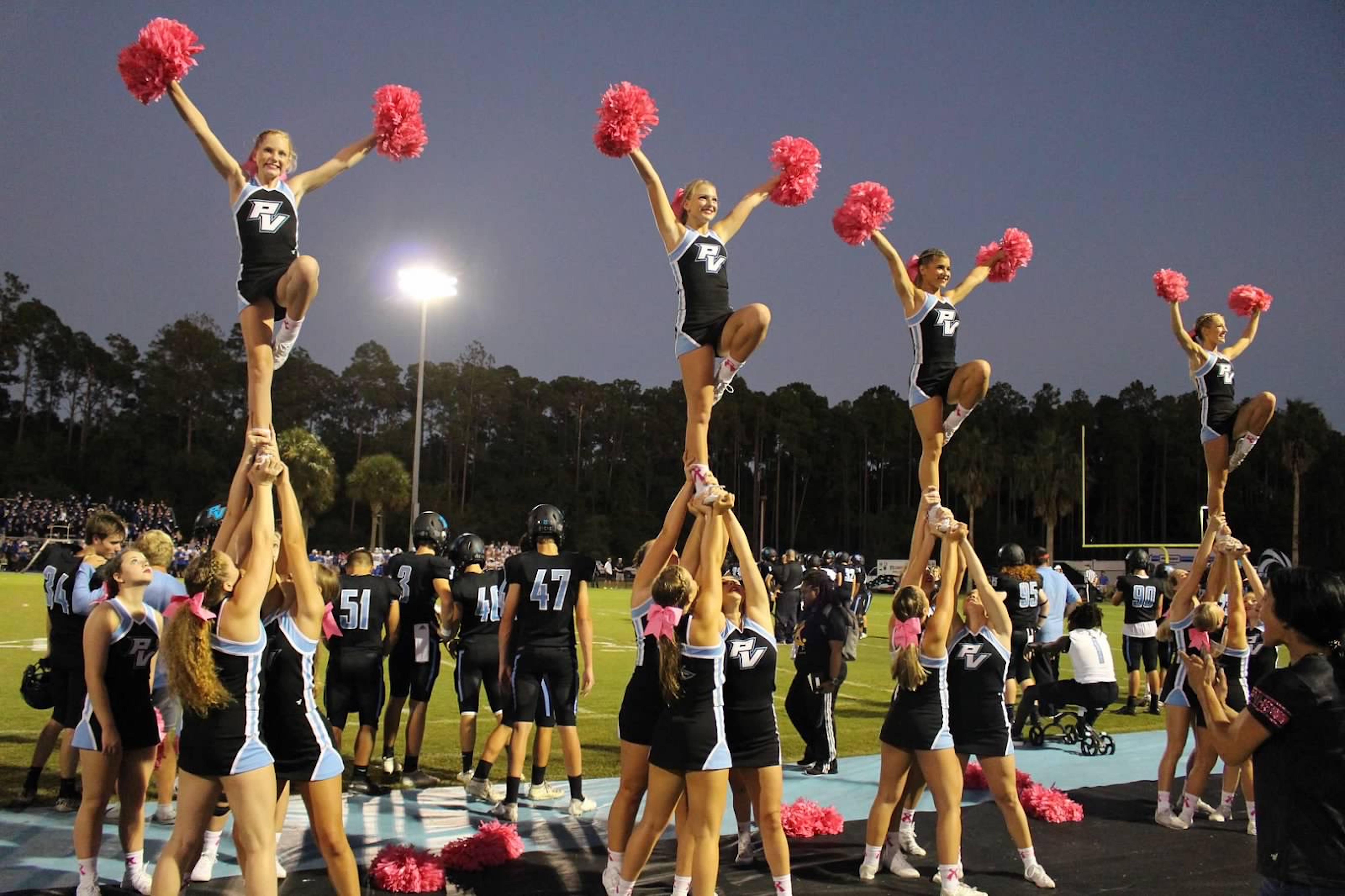
La actividad de las animadoras es un tema principal en «Hot to Go!», y Roan afirma que la canción se hizo para cumplir su sueño infantil de convertirse en animadora.

Kayleigh Amstutz, que utiliza el nombre artístico de Chappell Roan en honor a su abuelo Dennis Chappell, escribió la canción dos semanas antes del comienzo de su gira Naked in North America Tour. Expresó que su intención era que la canción fuera «tonta» para satisfacer a su niña interior, declarando a Capital Buzz que satisfacer a su niña interior incluía «querer jugar a disfrazarse todo el tiempo y bailar y ser odiosa». En una entrevista con Vanity Fair, Roan declaró que escribió la canción para cumplir su sueño infantil de convertirse en animadora, basándose en un cántico de animadoras de instituto estadounidense. Roan declaró que no se presentó a las pruebas para ser animadora durante sus años de instituto porque «siempre pensé que eran tan guays y tan sexys... eran tan descaradas en mi colegio. Nunca tuve la confianza para presentarme... No encajaba». Roan, que se describe a sí misma como «una gran fan de la participación del público», también se inspiró en un vídeo de una actuación de Queen con «Radio Ga Ga» durante el Live Aid en el Estadio de Wembley en Londres. Más tarde describió la canción «como "Y.M.C.A." pero más gay».

## Composición
En un análisis de Sam Franzini, de The Line of Best Fit, «Hot to Go!» describe la historia de Roan «sirviéndose a sí misma en bandeja, feliz de ser agasajada e incluso disfrutando de la oportunidad de ser deseada... simulando la obsesión alucinante a la que uno puede someterse en presencia de una persona atractiva». El instrumental consiste en sintetizadores, con la letra enseñando a bailar al ritmo de la canción y diciendo a sus futuras amantes que está lista y esperando para pasar tiempo con ellas. A pesar de que la canción trata de cómo «quiero que la gente me llame sexy», según Roan, declaró que, aparte de su nombre artístico, «sigo sin querer que me llamen sexy. Es tan raro... la gente se lo toma al pie de la letra. Se manifiesta de formas como: me siento muy incómoda viendo escenas de sexo».

## Recepción crítica
La canción suscitó reacciones mayoritariamente positivas. Stephen Daw, de Billboard, escribió que Chappell Roan «ofrece una gran impresión de una capitana de animadoras» y describió la canción como «divertida», «camp» y «exactamente el tipo de canción que te hará bailar enseguida». Kaelen Bell, de Exclaim!, declaró que, aunque a la primera vez de escucharla resultaba «molesta», admitió que la letra era «tan tonta que es genial... que no puedes creer que no se haya hecho antes, cantada con el compromiso enrojecido de una compositora con una clara comprensión de que la alegría de la música pop está en su entrega total al éxtasis y al exceso». Una crítica de Dork afirmaba que la canción representaba «la habilidad de Roan para crear un pop atractivo que induce al movimiento». Hannah Myrlea, de NME, describió el estribillo de la canción como «malcriada» e hizo comparaciones con «Bad Idea Right?», de Olivia Rodrigo. Otis Robinson, de DIY, escribió que la canción era capaz de «infundir melodrama adolescente con euforia queer para lanzar confeti a la cara de la heteronormatividad». Em Win, de Autostraddle, declaró que la canción era un «himno queerleader».

## Promoción

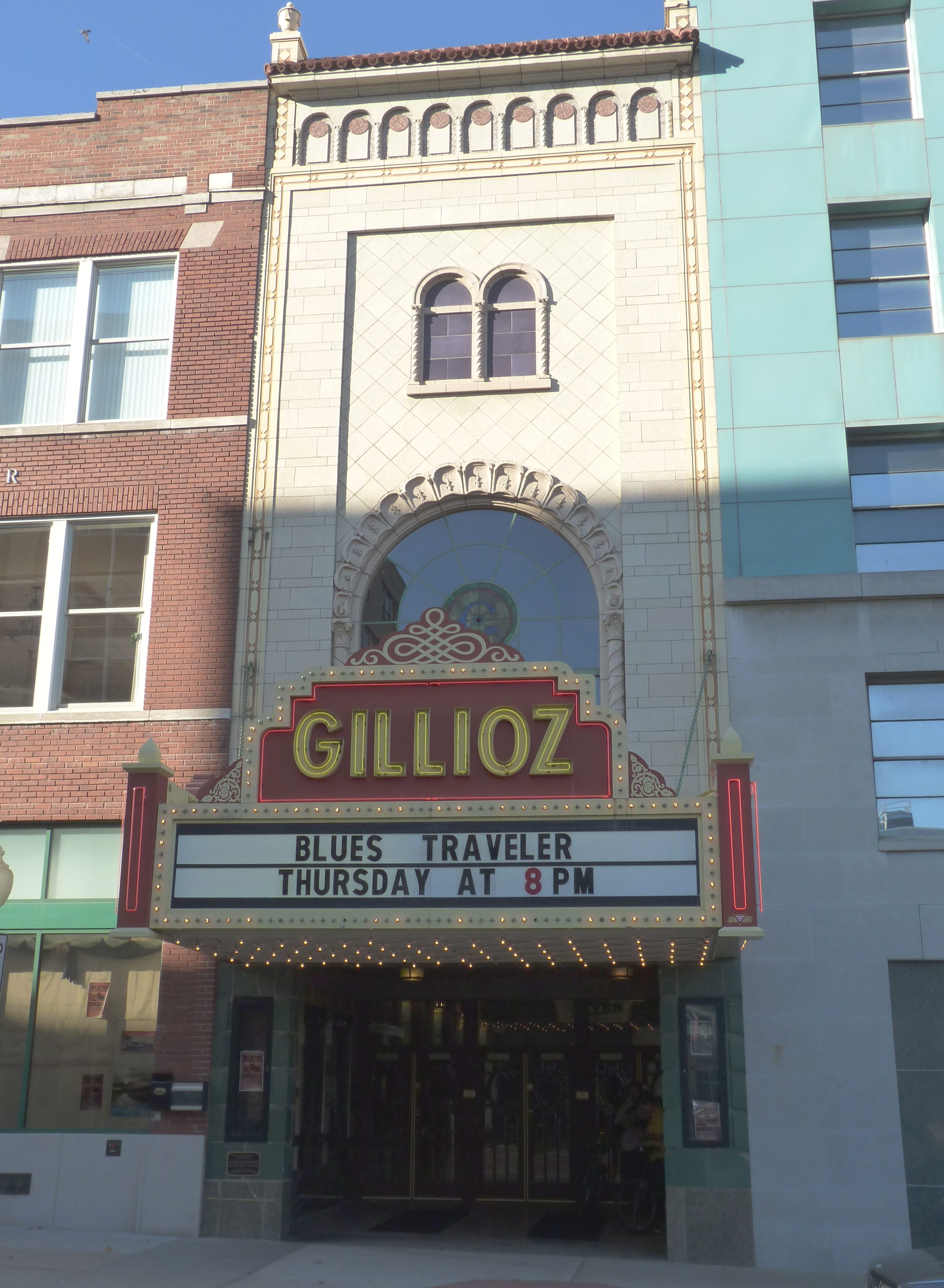
Partes del vídeo musical de «Hot to Go!» se rodaron en el Teatro Gillioz, un lugar emblemático de Springfield, Misuri.

Para promocionar la canción, Roan creó un baile de acompañamiento para el estribillo de la canción, deletreando las letras del título de la canción con los brazos de una persona; similar a «Y.M.C.A.» de Village People. Roan también apareció en carteles promocionales en los que aparecía un número de teléfono; según Emily Bloch, de The Philadelphia Inquirer, el número conducía a un centro de llamadas de distribución de productos Balkamp.

### Vídeo musical
Junto con el lanzamiento oficial de la canción, el mismo día se estrenó el vídeo musical que la acompaña. Fue dirigido por Jackie Zhou, y se rodó en varios lugares de la ciudad de Springfield, Misuri. En una entrevista concedida por Zhou, describió el rodaje como un reto, sobre todo porque, al mismo tiempo, Roan estaba filmando un documental. Afirmó que «tengo que darle el más profundo de los respetos... es tan difícil pasar de hablar de tu dualidad como artista... y luego estar como “¡Hot to Go!”... y ella es increíble». El propio vídeo musical cuenta con apariciones de sus abuelos,  con Roan actuando como «animadora saltarina» fuera de los lugares de rodaje. También cuenta con apariciones de drag queens locales de Springfield, como parte de una tradición de Roan de incluir drag queens en sus actuaciones. En un análisis de Giselle Libby, escribieron que el vídeo musical expresa la «fantasía de animadora» de Roan con un «giro personal», ya que el vídeo ofrece una «instantánea de la vida pasada y presente [de Roan], ofreciendo a los fans una visión más profunda de dónde viene y cómo influye en su arte actual». Alex Jhamb Burns, de Vogue, escribió que, si bien Roan reside actualmente en Los Ángeles, la incorporación de ella «recorriendo una gasolinera en uniforme de animadora y un minigolf en tacones» en Springfield demostró que «no ha olvidado sus raíces».

## Presentaciones en vivo
Roan cantó «Hot to Go!» como sencillo inédito en numerosas actuaciones en directo. Cantó por primera vez la canción en un concierto en Phoenix, Arizona, , el 15 de febrero de 2023, como parte de su gira Naked in North America. Continuó cantando la canción durante toda la gira, incluyendo actuaciones en Austin, Boston, Cambridge, Salt Lake City, San Francisco, y Los Ángeles durante los meses de febrero y marzo de 2023. Tras el lanzamiento oficial de la canción, la interpretó como parte de su gira Midwest Princess Tour, incluyendo actuaciones como telonera de Olivia Rodrigo y una actuación con la drag queen Sasha Colby.

## Recepción comercial
Casi un año después de su lanzamiento, «Hot to Go!» debutó en el número 80 de la lista Billboard Hot 100 en la semana que terminó el 15 de junio de 2024. Actualmente, la canción ha alcanzado el número 15 en la lista con fecha de 17 de agosto de 2024. A nivel internacional, la canción alcanzó su punto máximo entre las diez primeras en Irlanda y el Reino Unido. Ha recibido la certificación de platino de Music Canada y las certificaciones de oro de la Recording Industry Association of America (RIAA), Recorded Music NZ (RMNZ) y la British Phonographic Industry (BPI).

## Premios
| Organización           | Año  | Categoría             | Resultado | Ref.   |
| ---------------------- | ---- | --------------------- | --------- | ------ |
| MTV Video Music Awards | 2024 | Mejor video tendencia | Nominada  | [ 40 ] |

## Posicionamiento en listas
| Lista (2024)                        | Mejor posición |
| ----------------------------------- | -------------- |
| Australia (ARIA)                    | 19             |
| Global 200 (Billboard)              | 17             |
| Canadá (Canadian Hot 100)           | 19             |
| Canadá (CHR/Top 40)                 | 20             |
| Croacia (HRT)                       | 32             |
| Estados Unidos (Billboard Hot 100)  | 15             |
| Estados Unidos (Adult Contemporary) | 27             |
| Estados Unidos (Adult Top 40)       | 11             |
| Estados Unidos (Mainstream Top 40)  | 9              |
| Filipinas (Philippines Hot 100)     | 55             |
| Irlanda (IRMA)                      | 5              |
| Islandia (Tónlistinn)               | 30             |
| Lituania (Airplay) (TopHit)         | 144            |
| Nueva Zelanda (Recorded Music NZ)   | 17             |
| Reino Unido (UK Singles Chart)      | 4              |

## Certificaciones
| País                                                                   | Certificación | Ventas   |
| ---------------------------------------------------------------------- | ------------- | -------- |
| Canadá (Music Canada)                                                  | Platino       | 80,000‡  |
| Estados Unidos (RIAA)                                                  | Oro           | 500,000‡ |
| Nueva Zelanda (RMNZ)                                                   | Platino       | 30,000‡  |
| Reino Unido (BPI)                                                      | Oro           | 400,000‡ |
| ‡ Cifras de ventas y streaming basadas únicamente en la certificación. |               |          |

## Historial de lanzamientos
| Región         | Fecha                | Formato(s)                 | Discográfica     | Ref.   |
| -------------- | -------------------- | -------------------------- | ---------------- | ------ |
| Varios         | 11 de agosto de 2023 | Descarga digital streaming | Amusement Island | [ 54 ] |
| Estados Unidos | 13 de agosto de 2024 | Contemporary hit radio     | Amusement Island | [ 55 ] |